# Danny Fields
Danny Fields (Daniel Feinberg; 13 de noviembre de 1939) es un empresario musical, publicista, periodista y autor. Como ejecutivo musical en las décadas de 1960, 1970 y 1980, fue una de las figuras más importantes en la creación y el desarrollo del punk rock. Fue el mánager de bandas tan importantes para el género como Iggy and the Stooges, MC5 y Ramones, y trabajó en diversos roles con Jim Morrison, The Velvet Underground y The Modern Lovers. En 2014, el diario The New York Times afirmó respecto a Fields lo siguiente: "Puedes estar seguro de que sin la participación de Danny Fields, el punk rock simplemente nunca hubiera existido".
En 2015 fue estrenado un documental sobre la vida y obra de Fields, titulado Danny Says, bajo la dirección de Brendan Troller y la producción de Pamela Lubell, con la participación especial de figuras de la música rock como Alice Cooper, Iggy Pop y Judy Collins.